# Ralph Guglielmi
Ralph Vincent Guglielmi (Columbus, 26 giugno 1933 – 23 gennaio 2017) è stato un giocatore di football americano statunitense che ha giocato nel ruolo di quarterback nella National Football League (NFL). Al college ha giocato a football all'Università di Notre Dame.

## Carriera professionistica
Guglielmi fu scelto come quarto assoluto nel Draft NFL 1955 dai Washington Redskins con cui giocò fino al 1960, senza ripetere i successi ottenuti nel college football. Dopo una stagione con i St. Louis Cardinals, nel 1962 passò ai New York Giants. A metà della stagione 1963 passò ai Philadelphia Eagles, ritirandosi a fine anno.

## Palmarès
- College Football Hall of Fame (classe del 2001)

## Statistiche
| Yard passate  | 4.119 |
| Touchdown     | 24    |
| Intercetti    | 52    |
| Passer rating | 46,5  |